# Oltenia Craiova
Oltenia Craiova a fost un club de fotbal înființat în anul 1915, prezent în primul eșalon fotbalistic al Vechiului Regat al României, fiind prima echipă craioveană care a jucat în fotbalul oficial.
În 1920, echipa revine după Primul Război Mondial în același campionat național.
În perioada 1922 - 1933 în România s-au organizat doar campionate în regiuni urmate de jocuri eliminatorii între campioanele regionale, astfel Oltenia Craiova dispare într-un campionat numit chiar Regionala Oltenia. O echipă cu denumirea Oltenia Craiova apare după Al Doilea Război Mondial în divizia C, seria a IX-a a sezonului 1946/47, ultimul an în care apar denumirile echipelor vechi.

## Istoric

### 1915
6 septembrie 1915 București, Oltenia Craiova marchează după 10 minute de la debutul în seria 1 (competiția națională) pe stadionul Bolta Rece, ce fusese construit în cinstea regelui Carol I, cu ocazia împlinirii a 4 decenii de domnie și era stadionul național de la acea dată.
Locația era chiar în proximitatea unde se va construi în 1922 Arcul de Triumf.
Pe 13.09.1915 s-a jucat la Craiova primul meci oficial de fotbal în Parcul Bibescu pe terenul Hipodrom. Public destul de numeros a asistat la această întâlnire și a stiut să încurajeze deseori Oltenia echipa Craiovei. Pentru a avea mai mulți jucători de valoare, Oltenia Craiova fuzionează înainte de război cu Excelsior, club din categoria 2 (locală), care o reclamase la federație ca i-ar fi luat câțiva jucători în speță Săvulescu și Brăiloiu. Astfel echipa a jucat cu numele Excelsior – Oltenia Craiova.
Societatea Sportivă Oltenia Craiova - Oltenia FC
Iată articolul din 08.09.1915 Rampa :
„ “Parcul de sporturi al Federatiei și-a deschis alaltăeri în mod oficial porțile, prin mai multe matchuri de football asociație. Toată ziua de duminică jucătorii nostrii au venit să se măsoare pentru prima dată anul acesta, animând parcul și dându-i o priveliște impunătoare. Rând pe rând echipele își făceau aparitia pe terenurile noastre și care mai de care caută sa-și asigure victoria. Dimineata la orele 10 jum. au avut loc două întâlniri: prima între echipele cluburilor Tricolorul și Gloria, iar a doua între Venus și Victoria. Toate aceste cluburi fac parte din seria II-a. Matchul principal al zilei pentru Seria I-a a avut loc după prânz la orele 4 între clubul craiovean “Oltenia” și “Bukarester I.H.H.C Football Club”.

 Un public foarte numeros venise să asiste la aceasta reuniune, care se anunta interesanta. Totuși jucătorii craioveni păreau mult inferiori, dat fiind putinele elemente cunoscute ce posedau și în plus oboseala pricinuită deun voiagio făcut noaptea, pe când bucurestenii se bazau pe un antrenament serios și metodic și o cunostintă a jocului mult mai profundă.
Am avut totusi ocazia să rămân uimit în fata progresului făcut în scurt timp de o echipă asa tânără cu elemente de abia formate și unde numai curajul și silinta jucătorilor au putut face ca rezultatul să fie asa onorabil pentru craioveni.
Echipa există de trei luni numai, jucătorii în majoritate sunt între 16 si 18 ani si în fata unui adversar asa de priceput și tare ei n-au sucombat decât cu 3 puncte la 2. De la început bucurestenii joacă cu multă incredere și nu depun destulă silintă în atacurile lor, pe când fratii Muszinsky conducătorii echipei adverse și initiatorii football-ului la Craiova fac dese combinatii de joc, foarte intesesante . Astfel că după zece minute ei reusesc să facă primul punct pentru Oltenia.
 Jucatorii sub comanda lui Cyrill Heuse deșteptati de aceasta surpriza, fac acum dese incursiuni în câmpul advers atacând cu multă iuteala și Hillard reusind să egaleze situatia. Craiovenii revin însă la atac cu multă impetuozitate și se instalează câtva timp, în câmpul advers. Acolo în urma unui frumos “corner” Muszinsky adaogă încă un punct pentru echipa sa.
Bucurestenii atacă acum la rândul lor si foarte des apărarea adversă stie să-i oprească. In cele din urmă, din nou Hillard profitând că nu este bine păzit vine aproape de poarta adversă și egalează iarăși situatia. Atacurile continuă unul după unul rezultatul nu se schimba însă până la pauză.
 La reluarea jocului, ambele echipe caută pe rand să-și asigure conducerea partidei și deși cei dela Bukarester reușesc să o facă mai des, ei nu pot insă să caștige un nou punct. Spre sfarșitul partidei însă “shoot”al lui Martin, loveste bara de sus, mingea deviază putin, și arbitrul acordă punctul bucureștenilor. “Oltenia” caută la randul ei sa egalizeze, jucătorii sunt insă obositi și se resimt după drum acum mai mult ca oricand, și arbitrul fluieră finalul partidei cu rezultatul de 3 la 2 in favoarea bucureștenilor.
 Repet ca echipa craioveana merita toată lauda și munca fratilor Muszinsky n-a fost acolo de loc de prisos.
In plus ea s-a prezentat necomplectă pe teren, dou din cei mai buni jucători ai ei, Brailoiu si Al. Săvulescu, lipsindu-le.
Afară de fratii Muszinsky care sunt jucători cunoscuti, s-au mai distins printre tineri: Leovreanu fratii, ianca si Olareanu, D.Savulescu si J.Hussar au venit in ultimul moment să intăreasca echipa craioveană.
Echipa adversă a stiut in momentele grele sa iasă din incurcătură și a profitat de ocaziile oferite spre a-și asigura victoria .
Atacul a fost mai bine condus in partea dreaptă și apărarea a fost destul de bună. D.Heuse senior,neobostul sportman, a fost din nou la inăltime ca păzitor al portii, iar Cyrill Heuse, W.Petit, Rossman, Hillard si Van Dorssen au asigurat victoria echipei lor.
Arbitrajul d-lui Soutzo a fost impecabil domnia sa a condus jocul cu multă pricepere. Iată si echipele care s-au luptat:
“Oltenia F.C” : 
- Goal: J Hussar.
- Fundasi: Leoreanu si Savulescu.
- Jumatate: Georgescu, Ianca, Tenovici
- Inaintasi: Leoreanu, Olareanu, Muszinsky(cap), Muszinsky, Stancu

“Bukarester J.H.C.F.C” 
- Goal : Heuse senior.
- Fundasi : W.Petit si Cyrill Heuse(cap).
- Jumatate: Dobrescu, Rossman, Hagiopol
- Inaintasi: Van Dorssen, Hillard, Hinkel, Martin, Marquard.”

Deși s-a jucat in toamna lui 1915, campionatul este trecut de Romaniansoccer.ro in contul Campionatului Romaniei 1914/1915 .
13.09.1915
„"Parcul Bibescu a fost la randul sau locul de întalnire între doua echipe bine întocmite care au venit sa-și dispute un titlu mult dorit de fiecare concurent - Cupa Harvester pusa în competitiunea Seriei a I-a (Cupa Harvester era trofeul diviziei A).
De data aceasta cluburile “Oltenia” singura echipa reprezentativa în Seria I-a a orașului Craiova și Colentina una din cele mai bune bucureștene.
Public destul de numeros a asistat la aceasta întilnire și a stiut sa încurajeze deseori echipa Craiovei.”
Mai regasim un anunt în același ziar Rampa din saptamana premergatoare partidei:
„Societatea sportiva Oltenia organizeaza pentru ziua de 13 septembrie c. mari jocuri olimpice cu premii, urmate de un match de Foot-Bal între Bucuresti si Craiova.
 Inscrierile se primesc la secretariat, strada Unirii 98 et.1.
Jocurile erau disputate pe terenul din Parcul Bibescu pe terenul Hipodrom .
La inceput echipa localnica ataca cu multa impetuozitate si jocul este mult timp în campul Colentinei.
In urma unei frumoase faze de joc, slt. Savulescu realizeaza primul punct pentru Craiova.
Craiovenii care îsi credeau pana atunci victoria asigurata, se redesteapta la randul lor si frumoasele atacuri ale fratilor Muszinsky nu contenesc pana ce unul din ele este dus pana în poarta adversa de Muszinsky.
La randul lor craiovenii ataca de data aceasta mai putin energic însa totusi Tik Savulescu face la dreapta cateva sarje frumoase…

Vad jucand pentru a doua oara echipa Olteniei si nici de data aceasta nu ma pot opri de a o felicita pentru frumoasa partida făcuta. Stiind sa profite de momentele de slabiciune ale adversarului si întocmind o aparare energica, ea a stiut sa-si manifeste timp de 15 minute o neta superioritate. Fratii Muszinsky împreuna cu sublt. Savulescu au condus atacuri frumoase  în timp de apararea condusa de Tik Savulescu a fost mai întotdeauna la înaltime. Leoveanu și Brailoiu sunt doi fruntași cari trebuie înca antrenati și formati, ceilalti sunt înca tineri și pot ajunge la randul lor la un bun rezultat.”
Spre sfarsitul anului  1915 Oltenia Craiova a fuzionat cu Excelsior Craiova  și astfel s-a născut Excelsior-Oltenia Craiova.
Cu ocazia Divizia A 1914-1915, desfasurata în perioada septembrie-noiembrie 1915, echipa olteană încheie competiția pe ultimul loc dintre cele șase echipe participante.
Ziarul Rampa – 2 Oct. 1920

### 1920
Revine dupa razboi în 1920 doar cu denumirea Oltenia Craiova. Interesant e ca societatea Excelsior are in 1920 o echipa în acelas campionat dar la Bucuresti.
Football
Membrii comisiunei de Foot ball Asociatie al U.C.F.A întruniti în ziua de marti 28 Sept. a.c ora 9 seara la localul P.S.S.R. a fixat urmatorul program pentru ziua de Duminica 3 Octombrie.
Categoria I
Craiova Oltenia – Venus Bucuresti la Craiova Parcul Bibescu.
Ziarul Rampa – 7 Oct. 1920
„Matchul de categoria I-a care a avut loc la Craiova între echipa de acolo Oltenia si Venus din Bucuresti s-a terminat 3-1 pentru Venus.

Campionatului Romaniei 1920/1921 – desi a jucat cateva meciuri printre care si cel prezentat mai sus contra celebrei Venus, Oltenia Craiova a fost exclusa din campionat din cauza neprezentarii la cateva meciuri în Bucuresti probabil datorita dificultatilor de dupa primul razboi mondial.
Important e ca echipa a revenit dupa Primul Razboi Mondial, dupa ce jucase în competitia nationala Serie 1 si în 1915.

Tot in 1920 înaintea sezonului a avut loc o întalnire de cunoastere a echipelor participante în campionat ocazie cu care s-a organizat Cupa Miuta.”

### Parcursul în Cupa Mario Gebauer
Oltenia Craiova septembrie 1920 al doilea sezon în prima competitie a tarii dupa cel din 1915. La deschiderea sezonului are loc pe 19 septembrie 1920 Trofeul Mario Gebauer (Cupa Miuta-fotbal în 6 jucatori). Colectia ziarului Rampa nu pastreaza decat un singur nr din septembrie/octombrie 1920 atunci cand are loc competitia nationala, acesta care prezinta Cupa Gebauer. Reamintim ca Oltenia jucase primul sezon in Seria 1(liga 1) in 1915 - Oltenia FC vs Bukarester 6 septembrie 1915 si 13 septembrie 1915 Oltenia FC primul joc acasa la Craiova pe terenul Bibescu Hipodrom.
23 septembrie 1920 Ziarul Rampa- Trofeul Gebauer (miuta-fotbal în 6 jucatori). Echipele din campionat participa la Cupa Miuta cu cate 1 sau 2 echipe.
Oltenia învinge echipa lui Tricolor - M.Eliade prin golurile marcate de Constantinescu, dupa o prima repriza în care oltenii s-au obisnuit cu jocul în doar 6 jucatori. In semifinala Oltenia pierde la limita cu Marasesti dupa un joc disputat.

### 1946
Numele de Oltenia Craiova revine dupa al doilea razboi mondial în divizia C Seria IX sezonul 1946/47.

## Palmares
Divizia A
Locul 6 (1) : 1914-15
 Divizia C
Locul 3 (1) : 1946-47